# 好友世界商场

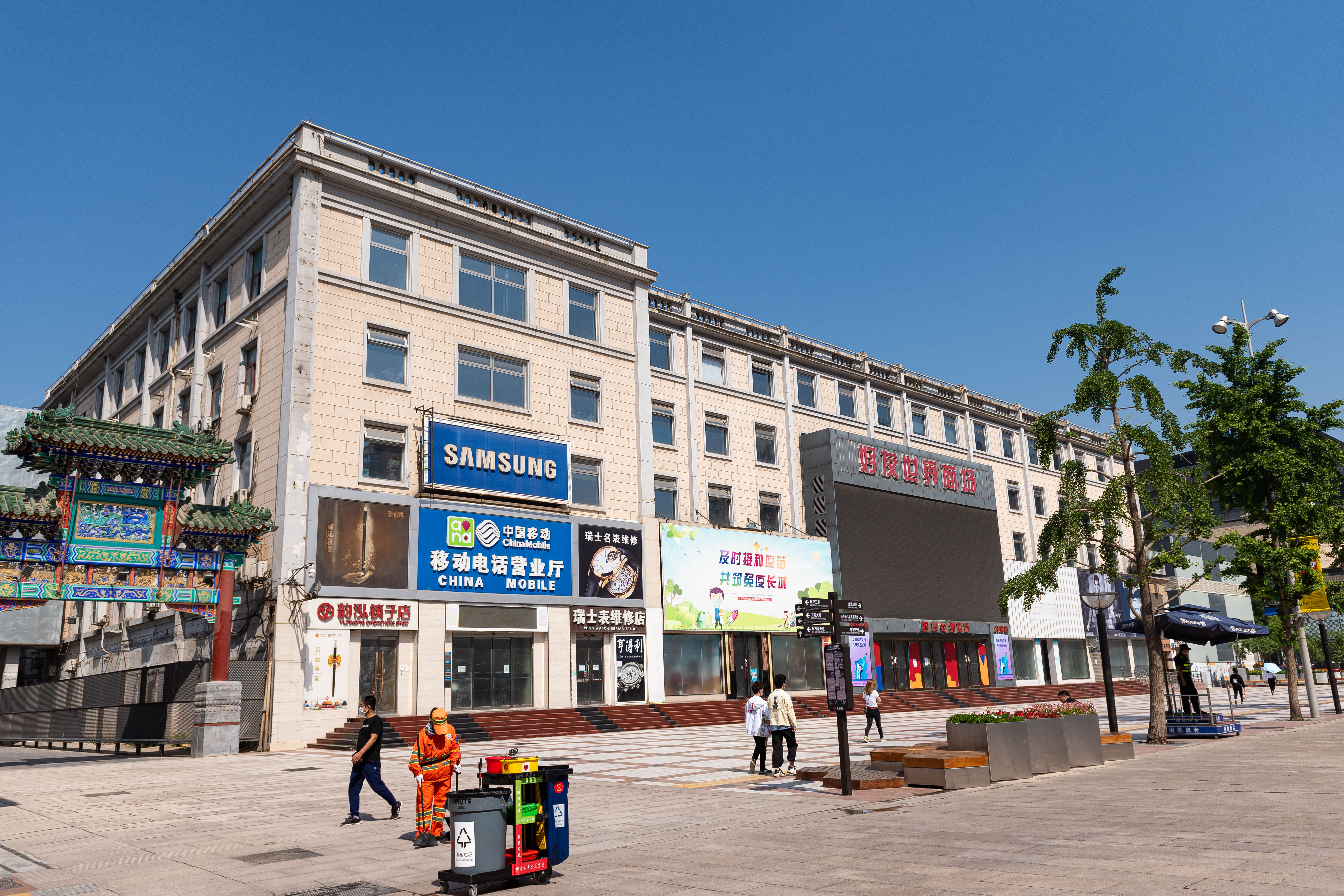
好友世界商场大楼东立面

北京好友世界商场有限责任公司在1996年成立，2020年12月31日倒閉。位於清印铸局旧址。

## 简介
旗下的主要物业有：

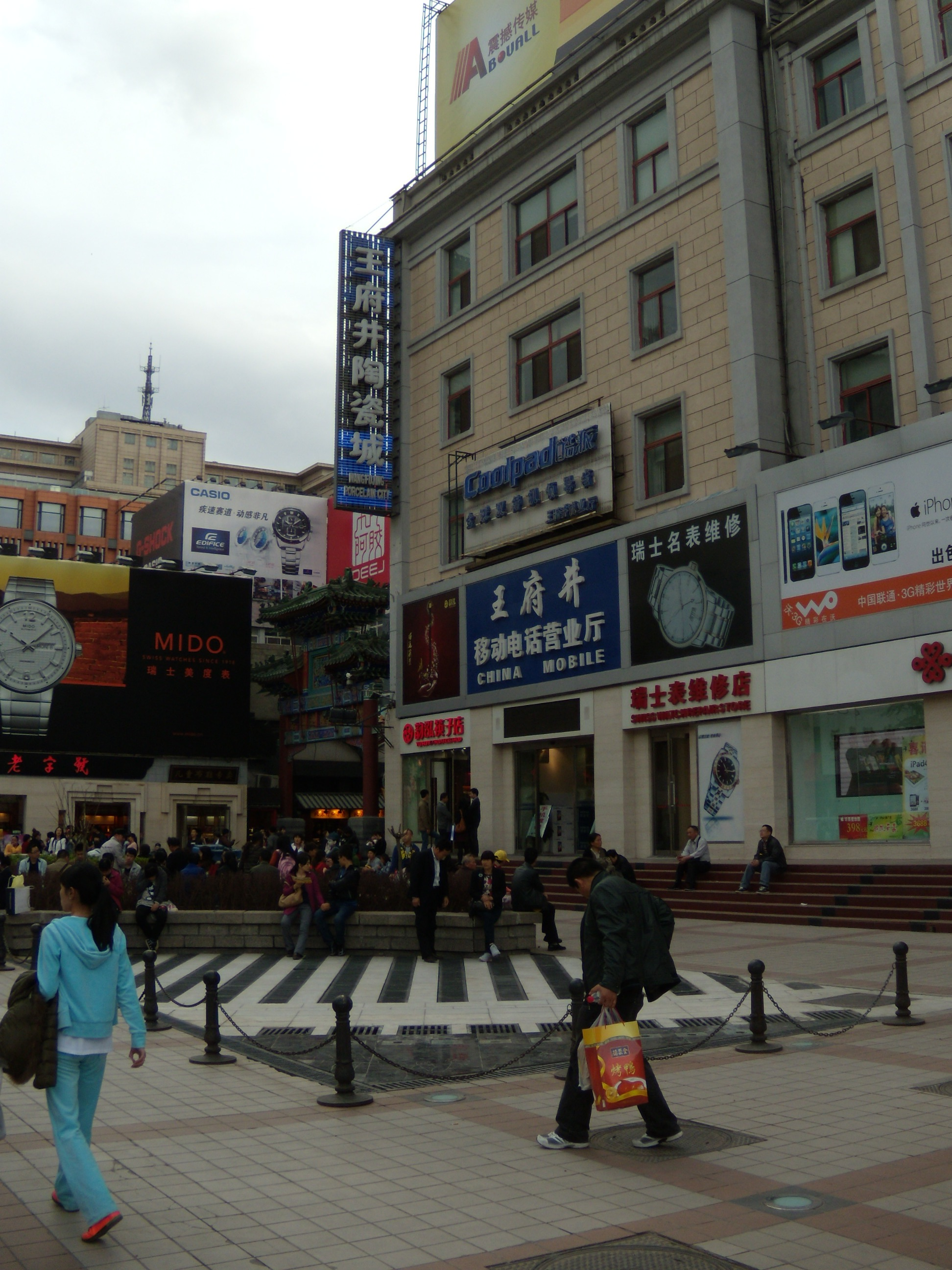
好友广场南端，位于好友世界商场大楼东侧

好友世界商场：好友写字楼：王府井陶瓷城：古井食楼：大宅门招待所：王府井小吃街：王府井民俗文化街：好友广场：泰信电子游戏广场。
1999年为配合王府井大街整体改造，该公司对建筑改造。

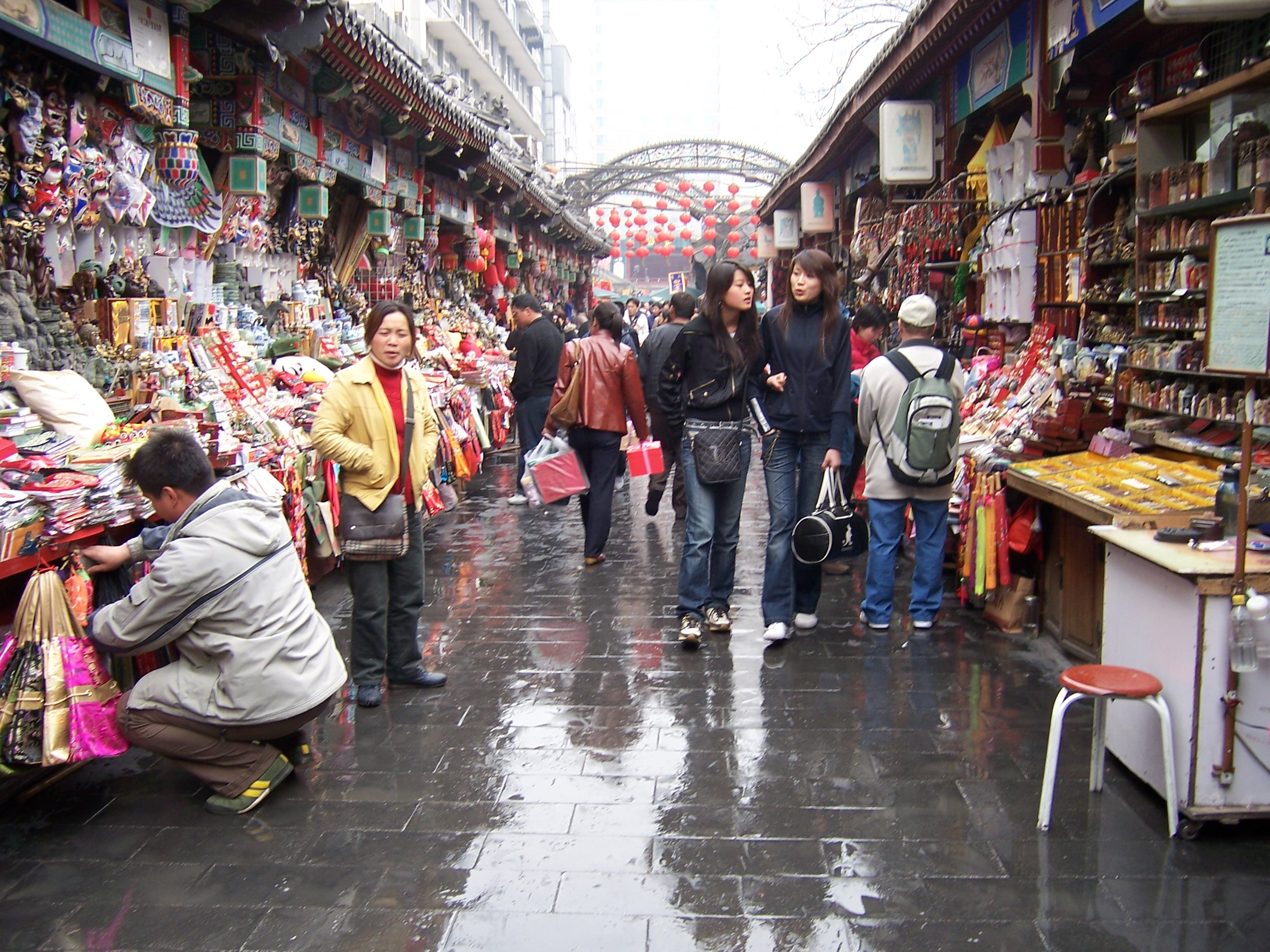
好友世界商场大楼西侧的王府井民俗文化街。自北向南拍摄。

北京好友世界商场有限责任公司的在清印铸局旧址占地约20亩。旗下好友广场是王府井大街的第二大广场。2000年10月兴建王府井小吃街。

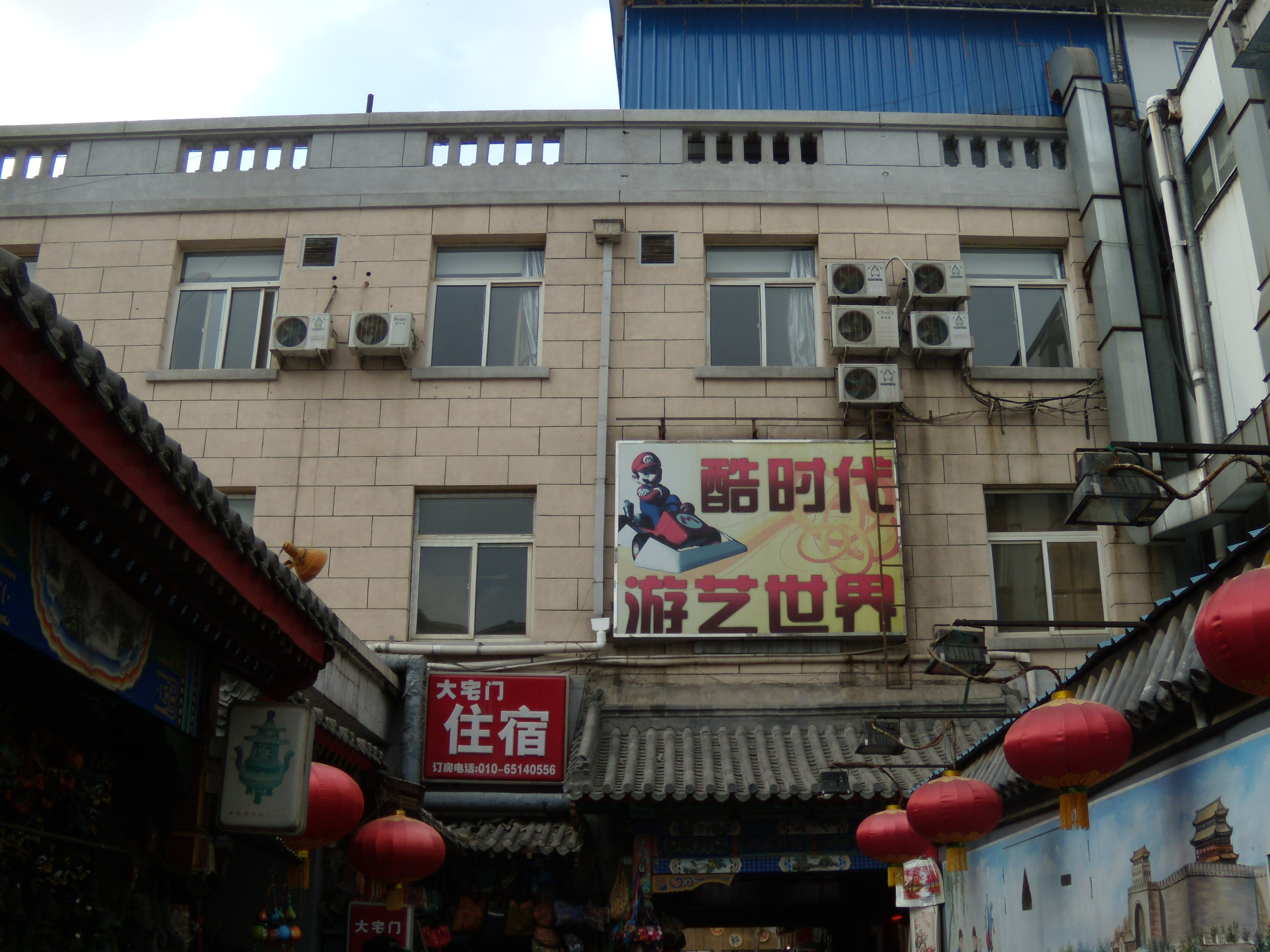
王府井民俗文化街北端。左侧为“大宅门住宿”